# Jacques Boyceau de la Barauderie

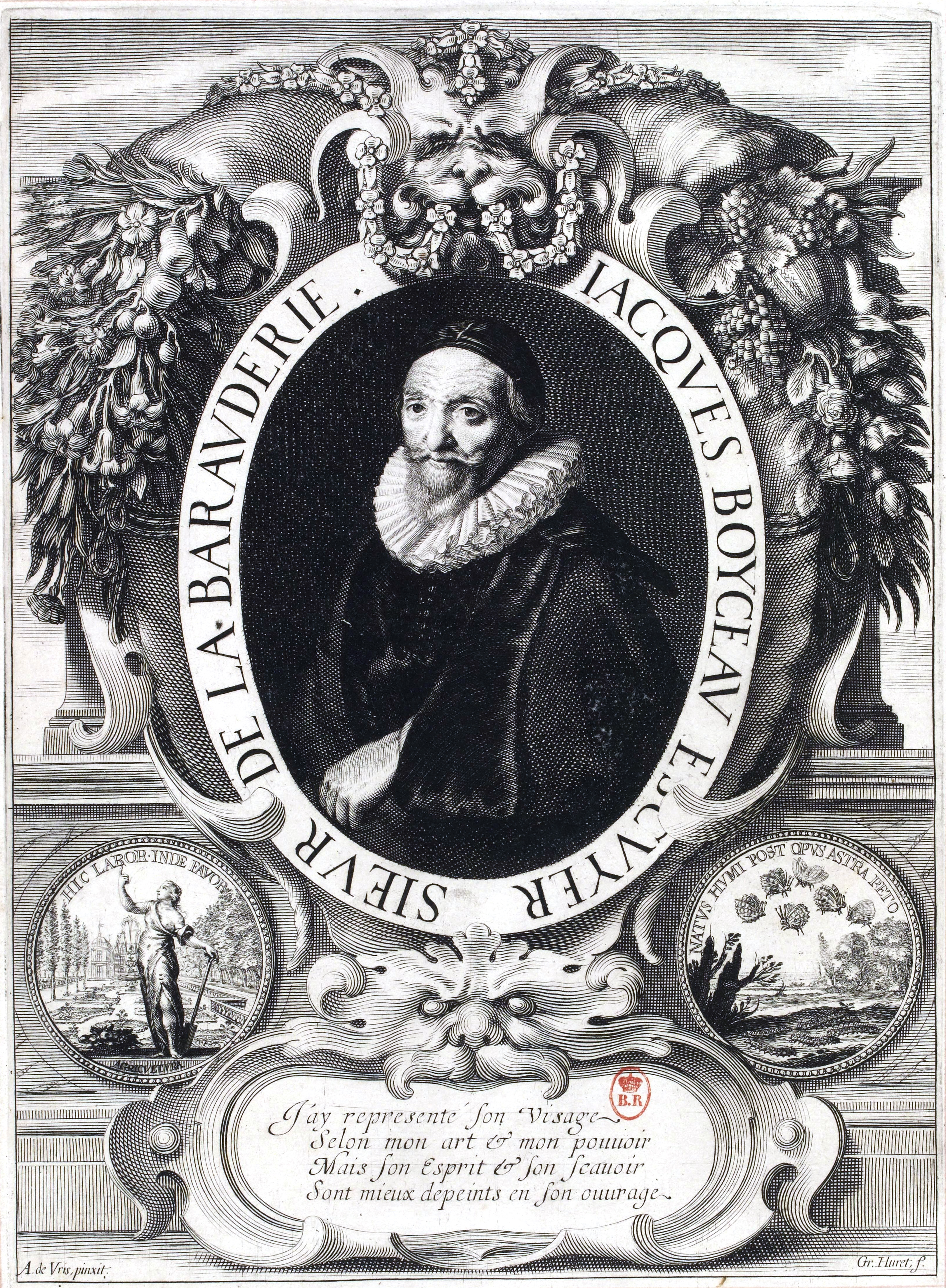
Jacques Boyceau

Jacques Boyceau de la Barauderie (* um 1562 in Saint-Jean-d’Angély; † um 1634 in Paris) war ein französischer Gartenarchitekt. Boyceau arbeitete unter den Königen Henri IV und Louis XIII. Er gilt als Wegbereiter des klassischen französischen Gartens vor André Le Nôtre. Aus seinen praktischen Erfahrungen und theoretischen Überlegungen entstand ein bedeutendes Gartenbuch.

## Herkunft und Jugend
Boyceau entstammte dem niederen Adel. Gemeinsam mit seinem Jugendfreund Charles de Biron, dem Sohn eines der militärischen Führer Henris IV., begann er eine militärische Laufbahn. Die beiden jungen Männer nahmen an der Schlacht von Coutras und der Einnahme von Luçon teil.
Mit seinem Abschied von der Armee wurde Boyceau der Titel eines gentil homme ordinaire de la chambre du Roi verliehen. Über Boyceaus Ausbildung zum Gartenarchitekten ist wenig überliefert. Er erhielt den Titel des intendant des jardins du Roi („Gartenintendant des Königs“).

## Werk und Bedeutung
Die Gestaltung des Gartens für Jacques Nompar de Caumont (1558–1652) im Périgord 1610 begründete Boyceaus Ruf als befähigter Gartenarchitekt. In den 1620er Jahren arbeitete er unter anderem in den Gärten von Schloss Fontainebleau und im Jardin des Tuileries. Sein nächstens großes Werk war die Gestaltung des Jardin du Luxembourg in Paris für Maria de’ Medici.
Boyceaus Hauptwerk war der für Louis XIII. entworfene Petit Parc in Versailles am Vorläuferbau des späteren, von Louis XIV veranlassten Schlosses von Versailles (erstes Versailles). Boyceau legte hier bereits die Grundstruktur des Gartens, an die André Le Nôtre anknüpfte, um eine der größten Gartenanlagen der Welt zu schaffen. Hierfür griff er Boyceaus Grundprinzip der raumgreifenden Garteninszenierung bei gleichzeitiger harmonischer Abstimmung der einzelnen Elemente auf, um die monumentale Gestaltung nicht eintönig wirken zu lassen. Zur Vielfalt trugen auch Boyceaus reich ornamentierte Broderie-Entwürfe bei, die er zusammen mit den Brüdern Claude Mollet und André Mollet in die Gartenkunst einführte.

## Veröffentlichungen
- Traité du Jardinage selon les raisons de la nature et de l’art, Paris 1638
- Traité du Jardinage, qui enseigne les ouvrages qu’il faut faire pour avoir un jardin dans sa perfection; avec la manière de faire les pépinières, greffer, enter les arbres, […], et une instruction pour faire de longues allées de promenade et bois taillis. Paris 1689 (Neuauflage 1707).